# Salaligan

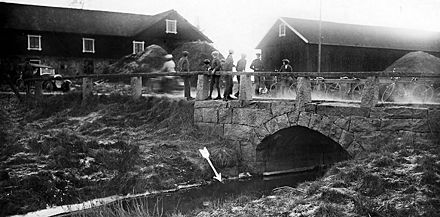
Salaligans första offer var taxichauffören Sven Eriksson som hittades i Sörbobäcken vid Sörbo bro, strax utanför Sala.

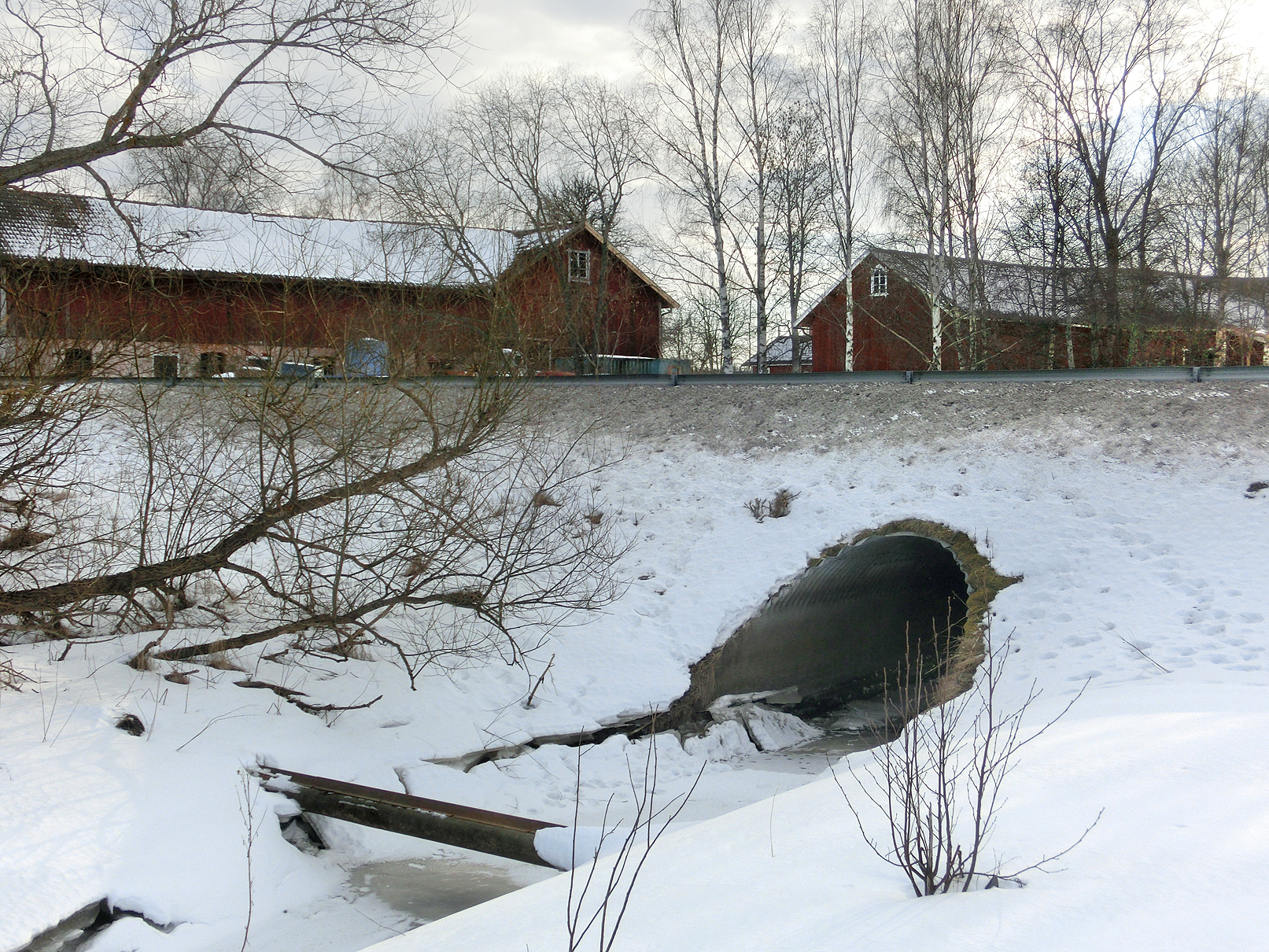
Sörbobäcken vid Sörbo bro, 2013

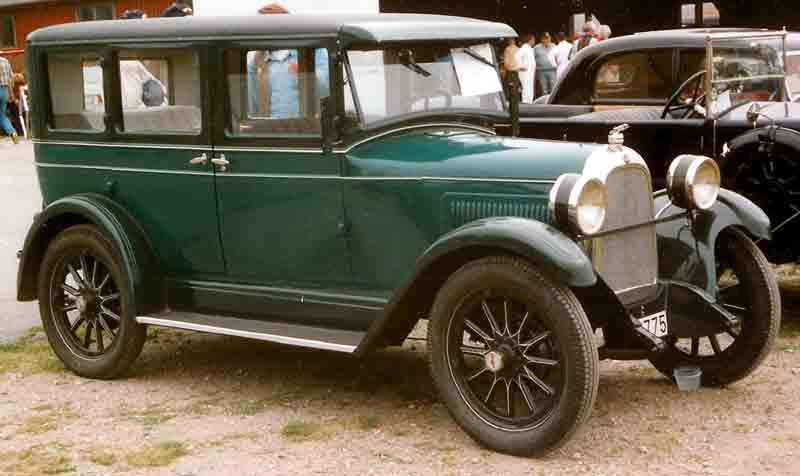
Overland Whippet

Salaligan var en löst sammansatt grupp på fem personer från Sala i Västmanland som under sju år på 1930-talet genomförde rån och mord. Totalt mördades fem personer.

## Organisationen
Medlemmarna i Salaligan var Sigvard Nilsson, Erik Hedström, Åke Rangvald Lindberg, Roland Abrahamsson och Karl Herbert Jansson. Namnet "Salaligan" tilldelades gruppen först efter att medlemmarna gripits, och då allmänheten inte var medveten om att de olika dåden hade någon koppling när de väl skedde. Den ledande personen i gruppen var Sigvard Nilsson som 1932 bytte namn till Thurneman och som grundat klubben Den magiska cirkeln för teosofi, yoga och hypnos.

## Förbrytelser
Det första offret var taxichauffören Sven Eriksson. Han sköts på kvällen den 14 november 1930 utanför Västerås från taxins baksäte av Sigvard Nilsson. Nilsson, som fyllde 22 år samma dag, körde sedan bilen, en Overland Whippet, till Sala där han sammanstrålade med den nittonårige elektrikern Hedström och tillsammans kastade de Eriksson vid Sörbo bro i Sörbobäcken utanför Sala, där han drunknade. De lämnade plånboken orörd. 
Knappt tre år senare, den 5 september 1933, sköts Axel Kjellberg och hans hushållerska Karin Holmberg till döds i Kölfors, i Enåkers kommun norr om Sala. Därefter brändes huset ner för att polisen skulle tro att det var en olycka, men rättsläkare hittade kulhålen. Bytet blev 20 000 kronor.
Den 12 oktober 1934 mördades en äldre ensamstående kvinna i Västerfärnebo, Matilda Blomkvist, genom att ligan borrade hål i hennes husvägg och gasade ihjäl henne i sömnen med bilavgaser. Ligan trodde hon hade en större mängd pengar hemma, men hon hade just innan varit på banken och bytet blev endast sex kronor och sjuttiofem öre. Även detta offers hus brändes ned. 
Den 19 juni 1936 sköt man ihjäl bankbudet Elon Pettersson, som kom cyklande med en avlöningskassa på 20 000 kronor. Några dagar senare greps ligan. Det finns idag en minnessten vid den platsen i Sala, som en symbol för Salaligans sista offer.

## Efterspel
Efter en omfattande utredning avkunnade Sala häradsrätt sin dom 1937. Medhjälparna dömdes till livstids straffarbete, medan ledaren Sigvard Nilsson-Thurneman såsom mentalsjuk med en nästan "fullständig moralisk känslolöshet", det vill säga psykopati, straffriförklarades och förpassades till den fasta paviljongen på Säters sjukhus. 
Thurneman var intresserad av ockulta ting, och det gick länge ett rykte om att namnet var ett anagram på det engelska ordet för människojägare, manhunter. Det som talar emot detta är ansökan om namnbyte där Sigvard nämner att han även kan tänka sig Turneman utan h, men även att Thurnemans första främmande språk var tyska. Thurnemans aska är utspridd i minneslunden vid Nya kyrkogården i Sala.

## Salaligan i populärkulturen
Dragspelsartisten Nils Fläcke spelade in en schottis om ligan där refrängen lyder Det var Hedström, Thurneman och jag. Flera böcker har skrivits om ligan och en spelfilm har spelats in: Den magiska cirkeln (1970).
2023 producerade Västmanlands Teater en pjäs med titeln Salaligan, skriven av Mats Strandberg och regisserad av Mikael Kallin. Pjäsens narrativ bygger på Thurnemans rättspsykiatriska förhör under ledning av Olof Kinberg.